# 酷到骨子裡
《酷到骨子里》（英語：Under My Skin）是歌手艾薇儿·拉维尼的第二张专辑，此专辑于2004年5月25日在美国与加拿大由发行。这张专辑在它发行的前几周里就在美国的和英国的专辑排行榜上取得了第一的位置。根据，《酷到骨子裡》得到了一个平均65的评分，这反映了大家的一个综合评价。.目前，这张专辑在世界范围内已卖出了900万张。

## 制作背景
没有计划的制作人和编曲家艾薇儿，与加拿大创作歌手Chantal Kreviazuk共同为专辑写了许多首歌曲。艾薇儿和她在2003年的夏天成为朋友。Kreviazuk的丈夫Raine Maida的乐队Our Lady Peace为艾薇儿开启了欧洲演唱会，在一个2003年6月多伦多举行的非典慈善演唱会的后台派对介绍她自己。第二日，艾薇儿和Kreviazuk一起吃午饭，艾薇儿向Kreviazuk分享她是怎么想发展专辑的事的。她们几乎3个星期都在多伦多Maida的工作室中共同创作歌曲。Kreviazuk邀请艾薇儿在加尼福利亚洲的Malibu的一间房子继续工作，其中包含一个录音棚。专辑的许多歌曲都在Malibu里录制，剩下的在附近录制。
Kreviazuk建议Maida为这张专辑制作歌曲，艾薇儿不知道他的能力。Maida创作了5首各区域，包括Fall To Piece。艾薇儿也邀请了其它两个制作人：Don Gilmore（制作了3首歌曲，其中两首由艾薇儿和Kreviazuk编曲），和Butch Walker（也制作了3首歌曲）。艾薇儿还与Ben Moody参与编写Nobody’s Home。剩余歌曲由她和吉他手Evan Taubenfeld共同创作。
艾薇儿在网上说，“她自从第一张专辑开始就学到了许多东西，我参与了各方面的唱片制作，我是很实际的，我知道我需要什么节奏的鼓声,什么样的吉他调子,并把它们合起来,因为有过经验这一次我什么都熟悉了,我对我的声音很挑剔的。”关于这张专辑的主题，艾薇儿说，“我已经经历了这么多，这是我所能说的，我喜欢男生，喜欢交朋友。”艾薇儿把她的歌曲风格由简单的另类摇滚扩大为哥特式摇滚的边缘和传统流行朋克。
"Slipped Away"这首歌是她为了纪念离世的祖父而创作。首支单曲Don't tell me则是17岁时跟好友Evan Taubenfeld在旅馆写的。
Under My Skin含有多种风格，因为艾薇儿能融合流行和摇滚风格的影响，类似她的第一张专辑Let Go。Under My Skin含有的风格包括：朋克，流行摇滚，另类摇滚，流行朋克，重金属和垃圾摇滚。

## 发行和宣传
这张专辑2004年5月12日在日本首发，24日在英国发行，随后25日又在美国和全球发行。
| 国家和地区 | 发行日期      | 发行公司 |
| ---------- | ------------- | -------- |
| 日本       | 2004年5月12日 | 日本BMG  |
| 英国       | 2004年5月24日 | Arista   |
| 全球       | 2004年5月25日 | Arista   |

### 特别版本
"Under My Skin" 有两种特别版本。2005年2月8日, 在专辑发布接近一年之际，Arista就选定向其他流行歌手所做的一样发布了两张版本的专辑。虽然特别版的歌曲没有任何方面的提升。这张唱片像其他美国唱片一样增加未经后期处理的歌曲。但并没有新的歌曲。其中的DVD包含了"Don't Tell Me"的制作视频，"Don't Tell Me"和"My Happy Ending"的完整MV，和最新的MV　"Nobody's Home"。要说明的是专辑中的音乐是以PCM audio的方式录制储存的。
"Under My Skin" 还在日本、中国、台湾、香港、韩国和新加坡推出了一种特别版本。这种专辑包含了4个現場片断，其中有"Nobody's Home"、"Take Me Away"、"He Wasn't"，和一段第一张专辑中的"Tomorrow"现场版本的歌曲。这些音乐是在她的2004-2005 BONEZ巡回演唱会中选取的。这种版本的专辑还包括一张VCD或者DVD，其中有专辑中所有音乐的MV(all the way to "He Wasn't")， 一份Bonez巡回演唱会的纪录片，和"Under My Skin" 的日记。

### 宣传巡演
为了宣传专辑Under My Skin，艾薇儿展开了两场巡演。一场是在美国和加拿大的商城展开的小巡演，名叫Live and by Surprise Tour，又名Mall Tour，每一次演出都由一首新专辑里的新歌开始，演出地点只在演出开始前28小时才公布，巡回演出非常受欢迎并给新专辑打下了良好的基础，演出中的演唱都在Live Acoustic这张EP专辑中收录了，并只在美国大商场发布。而另一场是2004年—2005年的世界巡演，名叫Bonez Tour，巡演的火爆不断刺激专辑世界各地的销量，最后，在2005年年尾，艾薇儿在日本发布了这场巡演的DVD，记录了日本武道馆站的演唱会全程。

### 单曲
- "Don't Tell Me" 是Under My Skin的第一首单曲唱片。这首歌讲述了一个女孩在她没有准备好的时候，她的男朋友就要与她发生性行为的故事。这首歌使艾薇儿重新返回了榜单，在数个国家的排行榜上进入了前十，在美国的Billboard Hot 100得到了22名的位置。这张单曲还在2004年晚期获得了美国唱片协会的金唱片认证。
- 2004年3月"Take Me Away"在加拿大摇滚乐电台播放。这是一首只在电台播放的歌曲。
- "My Happy Ending"是专辑的第二张单曲。电台在2004六月开始播放,2004年8月2日商店开始零售。这首歌使Under My Skin重返加拿大歌曲排行榜第一名数星期，并在美国英国澳大利亚和其他国家上升到了前五名。并在Billboard Hot 100获得了第九的位置。这首歌曲在2004年11月中旬获得了美国唱片工业协会的金唱片认证，并在2005年1月末获得了白金唱片认证。
- "Nobody's Home" 是第三张单曲。除了在美国Billboard Hot 100上获得的是41名，但在其他国家都进入了前40名。
- "He Wasn't" 是第四张单曲。在英国获得了23名。这张单曲虽然没有在美国发售，但她的2005年巡回演唱会上出现的这首歌曲的MV。
- 第五张单曲"Fall to Pieces"只在电台上播放(美国、澳大利亚的第四张)，商业单曲唱片并没有在任何国家发行。
- 而I Always Get What I Want则是一首未知背景的官方网站宣传单曲。

## 乐评和奖项
如果你期待这一回的艾薇儿，将会带给世人与上一张专辑相同风格的歌曲，那你就大错特错了。因为就正因为艾薇儿是艾薇儿，她绝对不是一个会在闪耀的得奖光环以及无数的摇滚桂冠之下歇息止步的艺人。“Under My Skin”这张专辑以非常戏剧性的歌曲"Take Me Away" 以及"Together"这两首歌曲作为开场，这样的用意是为了第一波的主打歌曲"Don't Tell Me" 做极佳的情绪铺陈。”Don't Tell Me"这首单曲，充满了重节奏的吉他伴奏，绝对是一首深受电台欢迎的畅销单曲；同时，这一首充满女力以及伸张女性主权意识的歌曲，更延伸了专辑“展翅高飞”之中的单曲" Complicated”的意境以及延续其深层意义。此外，全球乐迷若听见"He Wasn`t"这首单曲，也一定会对其中的吉他主奏大喊过瘾。另外"Who Knows"这一首歌曲，更叫人忍不住的跟着摇头，融入节奏之中。而"Freak Out"这一首单曲，更是带领着听众天旋地转，猛暴性的摇滚动力保证让大家大呼过瘾。而一些较为慢板，表达情感、略带忧虑的单曲，像是 "Forgotten" 以及"Nobody's Home"，也将艾薇儿内心深层忧郁、悲伤的那一面，用音符以及其寓意，赤裸裸的呈现在大家面前。
正像这张专辑的名字“Under My Skin”，或许是由于年龄的增长，阅历的增多，艾薇儿在这张专辑里也不像之前那么无所拘束，她的音乐中开始更多的出现了一些忧伤，郁闷的单曲，不仅是有强烈的摇滚单曲，也有了更多相对安静的抒情情歌，这与前一张专辑是有所不同的。通过这张专辑人们将会更深入的了解艾薇儿的内心世界，了解她不同的情绪变化。除了喧闹的摇滚作品之外，更多沉静的抒情歌曲就是外表狂野，个性十足的艾薇儿真实的另一面。
当时19岁的艾薇儿表示：“在结束了我的世界巡回演出之后，我回到多伦多，并且立刻就投身於创作写歌的工作之中。当时的我真的不知道我该怎麽作，下一步该何去何从，我想也没有人知道，也许有人会觉得我会不会已经没有什麽东西可以写了，但是这一切的猜疑却是与实际的情况恰恰相反的。” 她说：“我在这两年当中，成长了许多。我经历了许多事，也体验了许多生命中的酸甜苦辣。我的歌曲都是我对周遭事物的体会以及表达，每一首歌曲对我来说，都是非常私密的个人经验以及最真切的生活体验。”

### 媒体评价
根据metacritic.com，Under My Skin获得一个65分的平均分，这反映了各大媒体普遍积极接受。
娱乐周刊的David Browne评论这张专辑，“艾薇儿已经变了很多，变得更好了，变得复杂了。”并指出艾薇儿“听起来很沉重。”他说，“人为的分数还可以，不可否认她的工作和艺术水平。” Slant杂志的Sal Cinquemani指出艾薇儿的声音越来越暗，并把她比作Evanescence的Amy Lee，Browne也这样认为。Blender杂志的Carly Carioli也有相同的观点，指出：“她加深了黑暗的声音，但不牺牲她的金属旋律。”滚石杂志的Kelefa Sanneh赞美艾薇儿的歌声，“是什么让她的最佳歌曲如此不可抗拒？它是否一首仿朋克或伤感的情歌？她唱的这一切绝对的直率。” PopMatters的Tim O'Neil说在音乐上，这张专辑的声音能和“嘎吱嘎吱的朋克吉他演奏强大的力量和弦音，所有的混合与完美的锐气，自从绿日发行Dookie开始就有特色的流行朋克”媲美。雅虎音乐的Andrew Strickland也同意观点，“女孩可以用这个小小的肺造成很大的影响……她知道什么时候哼唱什么时候大喊。”
一些更消极的评价。Allmusic的Stephen Thomas Erlewine写道：“Under My Skin有点别扭，有时听起来会犹豫和失去信心，有时会打击艾薇儿的态度和野心。” Erlewine拿艾薇儿和加拿大歌手Alanis Morissette进行比较。Cinquemani称艾薇儿最大的弱点就是歌词，Strickland也同意这个观点，说：“我们有一个成熟的艾薇儿女士，使她自己从青少年滑稽她的Let Go首次亮相，但难以找到任何值得讲述的故事。” PopMatters的Tim O'Neil说：“艾薇儿的Under My Skin的歌曲创作的大部分似乎只是死记硬背。”接着又说“这张专辑挺好，如果稍微令人失望，那随便。”卫报的Alexis Petridis批评这张专辑，称其为“食肉动物”，并批评她的歌词，指出“这些音乐都是止痛药，你不必太注意艾薇儿的歌词。这被证明是一个小小的慈悲。”Under My Skin被写入petridis关于现代最差专辑的文章中。
| 媒体                 | 评价      | 100分制 |
| -------------------- | --------- | ------- |
| Metacritic           | 65/100    | 65      |
| Allmusic             | 3/5颗星   | 60      |
| Blender Magazine     | 4/5颗星   | 80      |
| Entertainment Weekly | B         | 70      |
| The Guardian         | 2/5颗星   | 40      |
| PopMatters           | Neutral   | 50      |
| Rolling Stone        | 3.5/5颗星 | 70      |
| Slant Magazine       | 2.5/5颗星 | 50      |
| Yahoo! Music         | 6/10      | 60      |

### 奖项情况
这张专辑同样是横扫奖项。下列是以Under My Skin为名义获得的奖项。
| 年份           | 颁奖典礼           | 奖项               | 结果 |
| -------------- | ------------------ | ------------------ | ---- |
| 2004           | oye！奖            | 年度主要英语唱片奖 | 獲獎 |
| 2005           |                    |                    |      |
| 朱诺奖         |                    |                    |      |
| 最佳流行专辑奖 | 獲獎               |                    |      |
| 年度最佳专辑奖 | 提名               |                    |      |
| 香港金碟奖     | 十佳专辑奖         | 獲獎               |      |
| 日本金唱片大奖 | 年度流行摇滚专辑奖 | 獲獎               |      |

## 曲目列表
| 曲序     | 曲目                             |                                | 作曲                               | 制作人        | 时长  |
| -------- | -------------------------------- | ------------------------------ | ---------------------------------- | ------------- | ----- |
| 1.       | 带我走 Take Me Away              | 艾薇儿·拉维尼                  | 埃文·陶本菲德                      | 多恩·吉尔莫尔 | 2:57  |
| 2.       | 在一起 Together                  | 拉维尼 香岱儿                  | 拉维尼 香岱儿                      | 吉尔莫尔      | 3:14  |
| 3.       | 闭上你的嘴 Don't Tell Me         | 拉维尼                         | 陶本菲德                           | 布奇·沃克     | 3:21  |
| 4.       | 他配不上 He Wasn't               | 拉维尼 香岱儿                  | 拉维尼 香岱儿                      | 雷恩·梅达     | 2:59  |
| 5.       | 什么样的感觉 How Does It Feel    | 拉维尼 香岱儿                  | 拉维尼 香岱儿                      | 梅达          | 3:44  |
| 6.       | 我的幸福到此为止 My Happy Ending | 拉维尼 布奇·沃克 （ 英语 ： Butch Walker） | 拉维尼 沃克                        | 沃克          | 4:02  |
| 7.       | 没有人的家 Nobody's Home         | 拉维尼                         | 拉维尼 本·穆迪 （ 英语 ： Ben Moody）       | 吉尔莫尔      | 3:32  |
| 8.       | 被遗忘 Forgotten                 | 拉维尼 香岱儿                  | 拉维尼 香岱儿                      | 吉尔莫尔      | 3:16  |
| 9.       | 谁知道 Who Knows                 | 拉维尼 香岱儿                  | 拉维尼 香岱儿                      | 梅达          | 3:30  |
| 10.      | 破碎的心 Fall to Pieces          | 拉维尼 梅达                    | 拉维尼 梅达                        | 梅达          | 3:28  |
| 11.      | 崩溃 Freak Out                   | 拉维尼                         | 陶本菲德 马特·布兰恩 （ 英语 ： Matt Brann） | 沃克          | 3:11  |
| 12.      | 爱已不在 Slipped Away            | 拉维尼 香岱儿                  | 拉维尼 香岱儿                      | 梅达          | 3:33  |
| 总时长： | 总时长：                         | 总时长：                       | 总时长：                           | 总时长：      | 40:58 |

| 英国、iTunes加值曲目版及Spotify加值曲目 | 英国、iTunes加值曲目版及Spotify加值曲目 | 英国、iTunes加值曲目版及Spotify加值曲目 | 英国、iTunes加值曲目版及Spotify加值曲目 | 英国、iTunes加值曲目版及Spotify加值曲目 | 英国、iTunes加值曲目版及Spotify加值曲目 |
| 曲序                                    | 曲目                                    |                                         | 作曲                                    | 制作人                                  | 时长                                    |
| --------------------------------------- | --------------------------------------- | --------------------------------------- | --------------------------------------- | --------------------------------------- | --------------------------------------- |
| 13.                                     | 給我就對了 I Always Get What I Want     | 拉维尼 克里夫·马格尼斯                  | 拉维尼 克里夫·马格尼斯 （ 英语 ： Clif Magness）    | 马格尼斯                                | 2:31                                    |

| 日本加值曲目 | 日本加值曲目                        | 日本加值曲目    | 日本加值曲目    | 日本加值曲目 | 日本加值曲目 |
| 曲序         | 曲目                                |                 | 作曲            | 制作人       | 时长         |
| ------------ | ----------------------------------- | --------------- | --------------- | ------------ | ------------ |
| 13.          | 給我就對了 I Always Get What I Want | 拉维尼 马格尼斯 | 拉维尼 马格尼斯 | 马格尼斯     | 2:31         |
| 14.          | Nobody's Home (Live Acoustic)       | 拉维尼          | 拉维尼 穆迪     | 吉尔莫尔     | 3:38         |

| 双面碟版DVD面 | 双面碟版DVD面                   |
| 曲序          | 曲目                            |
| ------------- | ------------------------------- |
| 1.            | Entire album in enhanced stereo |
| 2.            | Behind the scenes               |
| 3.            | Don't Tell Me（video）          |
| 4.            | My Happy Ending（video）        |
| 5.            | Nobody's Home（video）          |

| 特别版加值曲 | 特别版加值曲        | 特别版加值曲                              | 特别版加值曲 |
| 曲序         | 曲目                | 词曲                                      | 时长         |
| ------------ | ------------------- | ----------------------------------------- | ------------ |
| 13.          | Nobody's Home       | 艾薇儿·拉维尼、穆迪                       | 3:20         |
| 14.          | Take Me Away (live) | 艾薇儿·拉维尼、陶本菲德                   | 2:55         |
| 15.          | He Wasn't (live)    |                                           | 3:13         |
| 16.          | Tomorrow (live)     | 艾薇儿·拉维尼、柯特·弗斯卡、萨贝尔·布里尔 | 3:35         |

| 日本特别版特别版加值曲 | 日本特别版特别版加值曲        | 日本特别版特别版加值曲  | 日本特别版特别版加值曲 | 日本特别版特别版加值曲 |
| 曲序                   | 曲目                          | 词曲                    | 制作人                 | 时长                   |
| ---------------------- | ----------------------------- | ----------------------- | ---------------------- | ---------------------- |
| 13.                    | I Always Get What I Want      | 拉维尼、马格尼斯        | 马格尼斯               | 2:31                   |
| 14.                    | Nobody's Home (Live Acoustic) | 拉维尼、穆迪            | 吉尔莫尔               | 3:38                   |
| 15.                    | Nobody's Home (live)          | 艾薇儿·拉维尼、穆迪     |                        | 3:20                   |
| 16.                    | Take Me Away (live)           | 艾薇儿·拉维尼、陶本菲德 |                        | 2:55                   |
| 17.                    | He Wasn't (live)              | 艾薇儿·拉维尼、香岱儿   |                        | 3:13                   |
| 18.                    | Tomorrow (live)               |                         |                        | 3:35                   |

| 特别版DVD | 特别版DVD               |
| 曲序      | 曲目                    |
| --------- | ----------------------- |
| 1.        | Under My Skin Diary     |
| 2.        | Bonez Tour Diary        |
| 3.        | Don't Tell Me (video)   |
| 4.        | My Happy Ending (video) |
| 5.        | Nobody's Home (video)   |
| 6.        | He Wasn't (video)       |

注：这张专辑在音乐流媒体平台Spotify上发行了三个版本：常规版专辑、包含加值曲《給我就對了》的版本以及包含名为《没有人的家 - 混音版》（Nobody's Home - NEW MIX）的《没有人的家》混音版本的常规版专辑。

## 榜单销量
Under My Skin是艾薇儿在美国的第一张冠军专辑，以首周38.1万的惊人销量摘下空降冠军的位置。2004年6月，这张专辑在美国销量突破100万，RIAA授予这张专辑白金认证；11月，这张专辑在美国销量突破200万，RIAA授予这张专辑双白金认证；2006年1月更是获得3*白金认证。这张专辑在公告牌二百强专辑榜专辑榜的2004年终榜中位列22，在2005年位列68。据BB官网，这张专辑是美国00年代销量的第149位。
在日本，这张专辑也是以首周28.7万的销量夺得空降冠军，使艾薇儿成为日本公信榜史上最年轻西洋冠军女歌手，不久后，这张专辑更是在日本取得钻石认证。在加拿大，这张专辑以一周6.3万的销量夺得冠军。在英国，这张专辑以一周8.75万的销量夺得冠军。在澳大利亚、墨西哥、西班牙、台湾等地都取得冠军。Under My Skin登上新西兰专辑榜几乎5个月，最终取得黄金认证，但只能取得第7的位置。2007年4月15日，这张专辑在英国回榜了，位列60。
根据IFPI，该专辑是2004年全球销量的第五位，当时已售出727万张。根据全球联合榜，该专辑是2000年代销量的第57位。截止现在，这张专辑在全球已售出超过900万张。
| 地區                                  | 认证    | 认证单位/销量 |
| ------------------------------------- | ------- | ------------- |
| 阿根廷（阿根廷音像製品協會）          | 白金    | 40,000^       |
| 澳大利亚（澳大利亚唱片业协会）        | 白金    | 70,000^       |
| 奥地利（國際唱片業協會奧地利分會）    | 白金    | 30,000*       |
| 比利时（比利時唱片音樂協會）          | 金      | 25,000*       |
| 巴西（巴西唱片業協會）                | 白金    | 125,000*      |
| 加拿大（加拿大音乐协会）              | 5× 白金 | 500,000^      |
| 法国（法國唱片出版業公會）            | 金      | 100,000*      |
| 德国（聯邦音樂產業協會）              | 金      | 100,000^      |
| 希腊（國際唱片業協會希臘分會）        | 金      | 10,000^       |
| 香港（國際唱片業協會（香港會））      | 白金    | 20,000*       |
| 爱尔兰（愛爾蘭唱片音樂協會）          | 3× 白金 | 45,000^       |
| Italy                                 | —       | 300,000*      |
| 日本（日本唱片協會）                  | 百萬    | 1,000,000^    |
| 墨西哥（墨西哥音像製品協會）          |         | 100,000^      |
| 新西兰（新西兰唱片音乐协会）          | 金      | 7,500^        |
| 葡萄牙（葡萄牙唱片業協會）            | 银      | 10,000^       |
| 俄罗斯（全國唱片業製造者聯合會）      | 白金    | 20,000*       |
| 西班牙（西班牙音樂製作協會）          | 金      | 50,000^       |
| 瑞士（國際唱片業協會瑞士分会）        | 白金    | 40,000^       |
| 英国（英国唱片业协会）                | 2× 白金 | 620,000^      |
| 美国（美國唱片業協會）                | 3× 白金 | 3,200,000     |
| 綜合                                  |         |               |
| 欧洲（國際唱片業協會）                | 白金    | 1,000,000*    |
| 全球(IFPI)                            | —       | 9,000,000     |
| *僅含認證的實際銷量 ^僅含認證的出貨量 |         |               |

### 各国走势
- 美国公告牌200：上榜63周

【1】-2-3-5-10-11-5-6-7-11-6-10-9-13-18-15-16-14-23-25-22-27-32-29-38-43-37-40-35-28-30-30-37-39-41-53-59-57-69-76-83-86-92-91-102-98-122-129-135-145-146-161-170-159-166-189-179-196-196-0-198-198-192-197
- 英国专辑榜：上榜61周

【1】-3-10-19-20-33-15-15-9-8-9-8-8-10-14-24-35-46-55-46-29-33-37-46-53-52-61-69-66-68-69-86-87-108-112-138-174-162-153-0-181-136-138-174-0-194-0-169-117-137-138-0-174-128-161-0-137-106-60-64-75-98-114-153-176-179
- 澳大利亚专辑榜Top 50：

【1】-5-12-13-17-17-15-12-13-14-13-8-5-10-15-15-21-27-30-36-49-49-40-44
- 全球联合专辑榜Top 40：

3-15-【1】-1-2-2-2-3-1-1-2-4-2-1-1-6-7-6-7-9-12-15-18-20-21-22-29-31-36-35-28-32-29-31-32-34-30
- 新西兰专辑榜Top 40：

【7】-11-20-21-26-28-22-23-26-20-19-21-24-32-37-37-39-24
- 奥地利专辑榜Top 75：

【1】-3-3-4-5-6-5-6-6-9-8-8-8-7-9-8-11-16-25-31-39-45-46-49-59-55-61-67-61-55-45-29-54-55-75-70-56-50-16-33-43-45-31-45-44-59-66-71-57
- 德国专辑榜Top 50：

【1】-2-4-9-8-6-9-5-5-7-6-5-11-18-21-23-23-26-34-39-39-37-50-46-40-42-50-46-42-25-36-38-42-40
- 爱尔兰专辑榜Top 75：

【1】-4-10-20-18-26-33-29-19-14-17-12-12-13-14-18-25-40-53-62-31-36-30-42-43-51-51-72-72
- 瑞士专辑榜Top 100：

【2】-2-3-4-6-7-5-5-5-8-6-7-6-12-17-17-17-18-29-35-49-44-58-71-69-86-94-93-70-55-51-40-39-45-50-53-62-70-78-58-67-70-78-83-83-99-91
- 葡萄牙专辑榜Top 30：

13-【3】-3-3-5-7-10-10-10-13-12-13-17-13-15-17-18-25-30
- 法国专辑榜Top150：

111-【4】-7-8-12-14-17-16-17-27-31-25-26-35-40-45-53-55-54-76-78-97-40-25-21-24-58-80-82-85-86-102-98-124-117-89-49-43-54-55-57-91-110-112-96-142-146
- 比利时法兰德斯专辑榜Top 50：

43-9-【5】-8-17-20-24-30-27-16-15-16-18-24-27-24-28-38-40-41-32-40-48
- 挪威专辑榜Top 40：

【11】-13-22-25-38-39-39-34-35
- 荷兰专辑榜Top 100：

【13】-16-26-32-30-34-51-46-46-40-30-28-30-33-30-25-27-38-57-45-74-74-64-98-83-84-97-99-89-70-81-73-86
- 波兰专辑榜Top 50：

【13】-13-31-33-34-37-41-40
- 芬兰专辑榜Top 50：

39-20-【14】-23-31-31-26-32-31-36-30-30-29-38-33
- 瑞典专辑榜Top 60：

24-21-24-36-38-38-33-【14】-22-20-16-15-14-16-19-28-23-29-49-53
- 丹麦专辑榜Top 40：

【24】-28-33-40

### 年榜数据
| 榜单                        | 排名 |
| --------------------------- | ---- |
| 2004年美国公告牌200         | 22   |
| 2005年美国公告牌200         | 68   |
| 2004年IFPI全球销量榜        | 5    |
| 2000年代美国公告牌200十年榜 | 149  |
| 2000年代全球联合专辑榜      | 57   |

### 各国走势
- 美国公告牌200：上榜63周

【1】-2-3-5-10-11-5-6-7-11-6-10-9-13-18-15-16-14-23-25-22-27-32-29-38-43-37-40-35-28-30-30-37-39-41-53-59-57-69-76-83-86-92-91-102-98-122-129-135-145-146-161-170-159-166-189-179-196-196-0-198-198-192-197
- 英国专辑榜：上榜61周

【1】-3-10-19-20-33-15-15-9-8-9-8-8-10-14-24-35-46-55-46-29-33-37-46-53-52-61-69-66-68-69-86-87-108-112-138-174-162-153-0-181-136-138-174-0-194-0-169-117-137-138-0-174-128-161-0-137-106-60-64-75-98-114-153-176-179
- 澳大利亚专辑榜Top 50：

【1】-5-12-13-17-17-15-12-13-14-13-8-5-10-15-15-21-27-30-36-49-49-40-44
- 全球联合专辑榜Top 40：

3-15-【1】-1-2-2-2-3-1-1-2-4-2-1-1-6-7-6-7-9-12-15-18-20-21-22-29-31-36-35-28-32-29-31-32-34-30
- 新西兰专辑榜Top 40：

【7】-11-20-21-26-28-22-23-26-20-19-21-24-32-37-37-39-24
- 奥地利专辑榜Top 75：

【1】-3-3-4-5-6-5-6-6-9-8-8-8-7-9-8-11-16-25-31-39-45-46-49-59-55-61-67-61-55-45-29-54-55-75-70-56-50-16-33-43-45-31-45-44-59-66-71-57
- 德国专辑榜Top 50：

【1】-2-4-9-8-6-9-5-5-7-6-5-11-18-21-23-23-26-34-39-39-37-50-46-40-42-50-46-42-25-36-38-42-40
- 爱尔兰专辑榜Top 75：

【1】-4-10-20-18-26-33-29-19-14-17-12-12-13-14-18-25-40-53-62-31-36-30-42-43-51-51-72-72
- 瑞士专辑榜Top 100：

【2】-2-3-4-6-7-5-5-5-8-6-7-6-12-17-17-17-18-29-35-49-44-58-71-69-86-94-93-70-55-51-40-39-45-50-53-62-70-78-58-67-70-78-83-83-99-91
- 葡萄牙专辑榜Top 30：

13-【3】-3-3-5-7-10-10-10-13-12-13-17-13-15-17-18-25-30
- 法国专辑榜Top150：

111-【4】-7-8-12-14-17-16-17-27-31-25-26-35-40-45-53-55-54-76-78-97-40-25-21-24-58-80-82-85-86-102-98-124-117-89-49-43-54-55-57-91-110-112-96-142-146
- 比利时法兰德斯专辑榜Top 50：

43-9-【5】-8-17-20-24-30-27-16-15-16-18-24-27-24-28-38-40-41-32-40-48
- 挪威专辑榜Top 40：

【11】-13-22-25-38-39-39-34-35
- 荷兰专辑榜Top 100：

【13】-16-26-32-30-34-51-46-46-40-30-28-30-33-30-25-27-38-57-45-74-74-64-98-83-84-97-99-89-70-81-73-86
- 波兰专辑榜Top 50：

【13】-13-31-33-34-37-41-40
- 芬兰专辑榜Top 50：

39-20-【14】-23-31-31-26-32-31-36-30-30-29-38-33
- 瑞典专辑榜Top 60：

24-21-24-36-38-38-33-【14】-22-20-16-15-14-16-19-28-23-29-49-53
- 丹麦专辑榜Top 40：

【24】-28-33-40

### 年榜数据
| 榜单                        | 排名 |
| --------------------------- | ---- |
| 2004年美国公告牌200         | 22   |
| 2005年美国公告牌200         | 68   |
| 2004年IFPI全球销量榜        | 5    |
| 2000年代美国公告牌200十年榜 | 149  |
| 2000年代全球联合专辑榜      | 57   |

## 曲目列表
- 普通版

1. "Take Me Away" - (Avril Lavigne, Evan Taubenfeld - Don Gilmore) - 2:57
2. "Together" - (Lavigne, Chantal Kreviazuk - Gilmore) - 3:14
3. "Don't Tell Me" - (Lavigne, Taubenfeld	 - Butch Walker) - 3:21
4. "He Wasn't" - (Lavigne, Kreviazuk - Raine Maida) - 2:59
5. "How Does It Feel" - (Lavigne, Kreviazuk - Maida) - 3:44
6. "My Happy Ending" - (Lavigne, Butch Walker - Walker) - 4:02
7. "Nobody's Home" - (Lavigne, Ben Moody - Gilmore) - 3:32
8. "Forgotten" - (Lavigne, Kreviazuk - Gilmore) - 3:16
9. "Who Knows" - (Lavigne, Kreviazuk - Maida) - 3:30
10. "Fall To Pieces" - (Lavigne, Maida - Maida) - 3:28
11. "Freak Out" - (Lavigne, Taubenfeld, Matt Brann - Walker) - 3:11
12. "Slipped Away" - (Lavigne, Kreviazuk - Maida) - 3:33

- 英国豪华版

13."I Always Get What I Want" - (Lavigne, Magness - Magness) - 2:31
- 日本豪华版

14.Nobody's Home (live acoustic)
- 特别版(CD+DVD)

1. Nobody's Home(live)
2. Take Me Away(live)
3. He Wasn't(live)
4. Tomorrow(live)
5. Under My Skin Diary
6. Bonez Tour Diary
7. Don't Tell Me(Music Video)
8. My Happy Ending(Music Video)
9. Nobody's Home(Music Video)
10. He Wasn't(Music Video)

## 制作人员
- Avril Lavigne - 主唱、吉他、和声
- Kenny Aronoff - 打击乐、鼓
- Josh Freese - 鼓
- Victor Lawrence - 大提琴、数码编辑
- Butch Walker - 吉他、低音、打击乐、钢琴、键盘、和声、编曲、制作
- Michael Ward - 吉他
- Patrick Warren - 弦乐、键盘
- Phil X - 吉他
- Brooks Wackerman - 鼓
- Raine Maida - 键盘、制作、设计、数码编辑、弦乐编写
- Chantal Kreviazuk - 钢琴、键盘、弦乐编写
- Mike Elizondo - 低音
- Brian E. Garcia - 打击乐、录音、数码编辑
- Sam Fisher - 小提琴
- Samuel Formicola - 小提琴
- Mark Robertson - 小提琴
- Kenny Cresswell - 鼓
- Shanti Randall - 中提琴
- Jason Lader - 低音、编曲、数码编辑、弦乐编写
- Bill Lafler - 鼓
- Static - 键盘、编曲
- Jon O'Brien - 键盘
- Nick Lashley - 吉他
- Evan Taubenfeld - 吉他、鼓、和声
- David Campbell - 弦乐编写
- Don Gilmore - 制作、录音
- John Rummen - 艺术监制
- Leon Zervos - 母带处理
- Paul David Hager - 录音
- Dan Certa - 录音
- Kim Kinakin - 艺术监制
- Russ-T Cobb - 录音
- Dan Certina - 录音
- Dan Chase - 数码编辑、鼓编写

## 附加链接
- Avril Lavigne homepage （页面存档备份，存于）
- Metacritics Avril Lavigne Home Page （页面存档备份，存于）
- Avril Bandaids
- Lyrics